# MacGyver
MacGyver er en amerikansk action-eventyr tv-serie skabt af Lee David Zlotoff.
Serien, der har navn efter hovedpersonen Angus MacGyver, består af syv sæsoner, der blev sendt på ABC og diverse andre kanaler fra 1985 til 1992. Sæson 1, 2 og 7 er filmet i Los Angeles mens sæson 3-6 er filmet i Vancouver. Det sidste afsnit blev sendt d. 25. april, 1992 på ABC. D. 21. maj blev der sendt et ikke tidligere vist afsnit på samme kanal, men det var meningen at det skulle have været sendt først sidste afsnit. I alt blev der produceret 139 afsnit af serien, og to film.

## Handling
Serien handler om MacGyver, hvis vigtigste aktiv er hans praktiske anvendelse af videnskabelig viden og opfindsom brug af forhåndenværende ting – sammen med hans allestedsnærværende Schweizerkniv. Ofte benytter han sig også af gaffatape. MacGyver implementerer smarte løsninger på tilsyneladende uløselige problemer – ofte i meget pressede situationer, der kræver at han fremstiller komplekse gadgets og andre dimser i løbet af få minutter. Denne del af serien blev rost for at skabe interesse for anvendte videnskaber, især engineering.
Alle MacGyvers opfindelser i serien var angiveligt undersøgt for om de var baseret på videnskabelige principper (selvom skaberne anerkendte, at i det virkelige liv er man nødt til at være overordentlig heldig for at få de fleste af MacGyver ideer til at lykkes). I de få tilfælde, hvor MacGyver bruger husholdningskemikalier til at skabe giftstoffer, sprængstoffer eller andre ting, der anses for farlige til at blive præcist beskrevet til offentligheden, blev oplysninger ændret eller efterladt vage.
Brugen af almindelige husholdningsartikler til at fremstille nyttige konstruktioner viser indflydelse fra The A-Team (selvom MacGyver skyr skydevåben). Ideen har fanget an i amerikansk populærkultur: sådanne konstruktioner betegnes som "MacGyverisms" (et begreb der først er brugt i afsnit 3 i sæson 2, "Twice Stung"). MacGyver er blevet et verbum, som i "Bilen brød sammen, men han MacGyverede den så han kunne komme hjem", og blev endda brugt i Stargate SG-1, et senere show med Richard Dean Anderson som en hovedperson.
Serien behandler ofte problemer som eksempelvis gadebørn. Dette er dog mere udpræget i sæson 4-7, hvor sæson 1-3 mest handler om MacGyvers eventyr under arbejdet for den amerikanske regering og senere Phoenix Foundation.

## Medvirkende
- Richard Dean Anderson som Angus MacGyver, en hemmelig agent, der nægter at bære våben, som følge af et uheld med en revolver i barndommen, der resulterede i at en af hans venner døde. Der er kun tre undtagelser i hele serien: i pilot-afsnittet ses MacGyver affyre en AK-47 på en mission, han holder to banditter i skak i åbningsscenen i afsnit 10, sæson 1 og han bruger en pistol i tv-filmen Trail to Doomsday.

Han er ofte mistroisk ved militaristiske holdninger i regeringen; han ser sin arbejdsgiver Phoenix Foundation, som et alternativ til den mere traditionelle (og voldelige) type af resthåndhævelse. Ingen fra MacGyvers familie ses, undtagen hans bedstefar, som dør i episoden "Passages". I det sidste afsnit bliver det dog afsløret at han har en søn, som han aldrig har kendt til. I slutningen kører han afsted på en motorcykel med sin ham.
- Dana Elcar som Pete Thornton, Macgyvers chef og bedste ven. Han arbejder Department of External Services (DXS). Her blev han imponeret over MacGyvers opfindsomhed da de sammen forsøgte at opspore Murdoc, en international lejemorder. Da Thornton bliver cheff for operation i Phoenix Foundation henter han MacGyver ind. Udover at sende Mac ud på forskellige opgaver for instituttet må han indtil flere gange redde MacGyver ud af problematiske situationer, som han er kommet i. Thornton har en søn, der hedder Michael. Sent i serien lærer man at Pete har grøn stær, hvilket blev skrevet ind i serien, da Elcar havde grøn stær i sit virkelige liv.